# Коми войтыр
«Коми войтыр» (рус.: «Коми народ») — межрегиональное общественное движение народа коми, созданное в 1989 году. Конституцией Республики Коми за движением, высшим органом которого является Съезд, закреплено право законодательной инициативы. В составе исполнительного комитета — 38 членов, в том числе по одному представителю от каждого города и района, где работают представительства движения.

## Основные цели
«Коми войтыр» ставит своей целью более полную реализацию и защиту гражданских, политических, экономических, социальных и культурных прав и свобод жителей Республики Коми независимо от национальности, а также возрождение и дальнейшее развитие коми этноса как части человечества. 
«Коми войтыр» изучает и формирует общественное мнение по вопросам политической, социальной, экономической, культурной жизни Республики Коми, добивается его реализации, вовлекает в движение коми народа все слои общества, расширяет связи с представителями коми нации, проживающими в других регионах России и СНГ, а также с другими финно-угорскими народами.

## История
«Коми войтыр» воссоздан в 1989 году под названием «Коми котыр». На I-м съезде коми народа, прошедшем в январе 1991 года, был создан исполнительный орган общественного движения «Комитет возрождения коми народа» (ныне — Исполнительный комитет МОД «Коми войтыр»).
В мае 1991 года с участием представителей «Комитета возрождения коми народа» в Республике Коми были приняты Закон «О государственных языках Республики Коми», устанавливающий в регионе два государственных языка (коми и русский), а также Закон «Об образовании», закон «О культуре» и другие.
В феврале 2002 года в Сыктывкаре на VII внеочередном (организационном) Съезде коми народа принято решение о переименовании названия движения. С этого времени оно называется межрегиональное общественное движение (МОД) «Коми войтыр».

## Председатели
1. Марков Валерий Петрович (1991 — 2008)
2. Габов Сергей Иванович (8 февраля 2008 года — 13 февраля 2016 года)
3. Габушева Галина Ивановна (13 февраля 2016 года — 16 декабря 2016 года)[3]
4. Габов Алексей Иванович (с 16 декабря 2016 года)[4][5]
5. Лажанев Олег Амвросиевич (с декабря 2023 года)

## Съезды
1. Учредительный съезд — прошёл 1 декабря 1989 года;
2. I съезд коми народа — состоялся 11-12 января 1991 года в городе Сыктывкар[6];
3. II (чрезвычайный) съезд коми народа — состоялся 22-23 ноября 1991 года;
4. III съезд коми народа — состоялся 3-4 декабря 1993 года;
5. IV съезд коми народа — состоялся 24-25 ноября 1995 года;
6. V съезд коми народа — состоялся 5-6 декабря 1997 года;
7. VI съезд коми народа — состоялся 27-28 октября 2000 года в Сыктывкаре[7];
8. VII съезд коми народа — состоялся 9 февраля 2002 года в Сыктывкаре;
9. VIII съезд коми народа — состоялся 4-7 февраля 2004 года в Сыктывкаре[8];
10. IX съезд коми народа — состоялся 8-9 февраля 2008 года в Сыктывкаре;
11. X съезд коми народа — состоялся 25-26 февраля 2012 года в городе Сыктывкаре[9][10];
12. XI съезд коми народа — состоялся 12-13 февраля 2016[11][12];
13. XII съезд коми народа — состоялся 14-15 февраля 2020 года в Сыктывкаре[13].
14. XIII съезд коми народа — состоялся 2-4 июля 2024 года в Сыктывкаре

## Молодёжное крыло
Молодежным крылом движения является Союз коми молодежи «МИ». Он проводит музыкальный фестиваль «Койташ», коми «КВН», образовательные семинары «Лицей приМИ», международный форум финно-угорской молодежи «FUROR». Девизы крыла — «Ставыс МИ сайын» («Всё за нами») и «Ог кö МИ - кодi?» («Если не мы - то кто?»)

### История
До появления «Коми центр творческой молодежи» (КЦТМ) в Республике Коми существовало объединение молодых литераторов «Ордым» («Тропинка»). Идея создания новой организации возникла после посещения коми молодёжью заседания совета Молодёжной ассоциации финно-угорских народов (МАФУН) в Эстонии. Организация была основана в 1991 году в Сыктывкаре, а её первым руководителей был избран Александр Пивкин. В 1993 году ассоциативным членом организации стало творческое объединение художников «Форма». В октябре 2005 года Коми региональная общественная организация «Коми центр творческой молодежи» была переименована в КРОО «Союз коми молодёжи „МИ“».
В разное время руководителями КЦТМ были Светлана Белорусова, Светлана Моисеева, Людмила Камбалова (2004-2007). Союзом коми молодежи "МИ" руководили Анна Пельмегова (2007-2010), Яна Сажина (2010-2017), Анна Махотина (2017-2021), Светлана Макарова (2021-2024).

### Структура
Председателя и заместителя председателя движения выбирает Общее собрание членов Союза. Правление состоит по одному представителю от районов и городов Республики Коми.